# Esther Buss
Esther Buss (* 1972) ist eine deutsche freischaffende Film- und Kunstkritikerin und als Lektorin und künstlerische Beraterin tätig. Sie lebt und arbeitet in Berlin.

## Leben
Die 1972 geborene Esther Buss studierte Amerikanistik und Theaterwissenschaft in München. Von 2001 bis 2004 war sie als Redakteurin bei der Zeitschrift Texte zur Kunst tätig. Seitdem schreibt sie für Kataloge, Monografien, Filmmagazine und Zeitungen. Sie schrieb für Jungle World, Spex und Spiegel Online, die taz, den Tagesspiegel und die Jüdische Allgemeine und ist langjährige Autorin für den Filmdienst. Zudem ist Buss für kinofenster.de tätig, ein Onlineportal für Filmbildung der Bundeszentrale für politische Bildung und Vision Kino.
Buss ist Mitglied des Verbandes der deutschen Filmkritik und war in der Vergangenheit als FIPRESCI-Mitglied immer wieder als Jurorin tätig. Im Jahr 2011 war sie Mitglied der Jury im deutschen Wettbewerb der Internationalen Kurzfilmtage Oberhausen und 2013 der internationalen Jury des Locarno Film Festivals. Im Jahr 2016 war sie Jury-Mitglied des Preises der deutschen Filmkritik und 2019 der Duisburger Filmwoche.
Im November 2020 wurde Buss für ihre Arbeit mit dem Siegfried-Kracauer-Preis ausgezeichnet.

## Beiträge
- Esther Buss: Die Fiktion macht Platz fürs Leben. Über die Filme des US-„Realisten“ Matt Porterfield. In: Filmdienst, 1/2014, Seiten 32–34
- Esther Buss: Das Kino, die Wirklichkeit und ich: Autobiografisches und -fiktionales filmisches Erzählen. In: Filmdienst, Mai 2019.[14]